# ليزلي كانتويل
ليزلي كانتويل (بالإنجليزية: Lesley Cantwell)‏ هي منافسة ألعاب القوى نيوزيلندية، ولدت في 22 فبراير 1987 في Te Anau ‏ في نيوزيلندا، وتوفيت في 7 يونيو 2013 في بابيتي في فرنسا بسبب نزف مخي.